# Phước Chánh
Phước Chánh is een xã in het district Phước Sơn, een van de districten in de Vietnamese provincie Quảng Nam. Phước Chánh heeft ruim 2200 inwoners op een oppervlakte van 47 km².

## Geografie en topografie
Phước Chánh grenst in het noorden aan Khâm Đức, in het oosten aan Phước Kim, in het zuiden aan Phước Công en Phước Lộc en in het westen aan Phước Mỹ en Phước Năng.